# LightWave
LightWave 3D is een 3D-grafisch pakket begonnen op de Amiga computer eind jaren 80.
Destijds was de PC nog niet ver genoeg geëvolueerd om te kunnen tippen aan de grafische kwaliteiten van de Amiga. Tegenwoordig werkt LightWave in Mac OS X en Microsoft Windows, en de renderengine is ook gepoort naar Linux.

## Overzicht
LightWave was een van de eerste 3D-pakketten met een ingebouwde radiosity-renderengine, met een complex lichtberekeningsmodel dat kaustiek ondersteunt. De meeste functies in LightWave zijn multithreaded, wat betekent dat deze functies gebruik kunnen maken van meerdere processoren in dezelfde computer. Programmeurs kunnen LightWaves mogelijkheden uitbreiden door middel van de bijgeleverde SDK alsook met de scripttaal LScript, gebaseerd op C.

## Geschiedenis
In 1988 maakte Allen Hastings een rendering- en animatieprogramma genaamd Videoscape, en zijn vriend Stuart Ferguson maakte een bijbehorend 3D-modelingprogramma genaamd Modeler. Beide programma's werden verkocht door Aegis Software. NewTek was van plan Videoscape en Modeler samen te voegen met hun videobewerkingsprogramma, Video Toaster. De naam zou "NewTek 3D Animation System for the Amiga" worden, maar Hastings kwam later met de naam "LightWave 3D", gebaseerd op twee toenmalige 3D-pakketten: Intelligent Light en Wavefront. In 1990 werd Video Toaster uitgebracht, met LightWave 3D erbij, voor de Amiga.
LightWave 3D is sinds 1994 beschikbaar als losstaand programma, en de nieuwste versies draaien op zowel Mac OS X als Microsoft Windows.
LightWave is gebruikt om de special effects te maken voor de tv-series Babylon 5, Star Trek Voyager, seaQuest DSV, Battlestar Galactica en Firefly; het programma is ook gebruikt voor Titanic, Sin City, Star Trek VI - X, 300 en de nieuwe Star Wars films. De effecten in de bekende Finse Star Trekparodie Star Wreck - In the Pirkinning werden voornamelijk met LightWave gemaakt.
NewTek en LightWave hebben Emmy Awards gewonnen sinds 1993 en wonnen hun tiende en elfde prijs in 2004. In 2003 kreeg NewTek een Emmy voor technologie.
In 2007 werd de eerste 3d-geanimeerde film uitgebracht die volledig door één persoon is gemaakt: Flatland the Film van Ladd Ehlinger Jr. De film is volledig geanimeerd in LightWave 3D 7.5 en 8.0.
De negende versie van LightWave wordt gebruikt van hobbyisten tot gebruik in videospellen, televisieseries en films. Ook werd er door Bill Gates over gesproken tijdens WinHEC 2005.

## Modeler en Layout
LightWave bestaat uit twee aparte programma's: Modeler en Layout. Elk programma heeft een toegespitste omgeving voor bepaalde taken. Als de twee programma's tegelijk draaien kan een derde proces genaamd de Hub gebruikt worden om automatisch te synchroniseren tussen de programma's.
Layout bevat de LightWave-renderer die de gebruiker diverse opties geeft zoals raytracing, multithreading en globale belichting. Dit verschilt met de meeste andere 3D-pakketten waar de renderer en de modeler meestal zijn geïntegreerd. Deze splitsing is veel besproken onder LightWave-gebruikers, en NewTek heeft nu een aantal simpele bewerkingen toegevoegd aan Layout.

## Films en tv-programma's
Een langere lijst kan gevonden worden op de LightWave-webpagina. Een aantal voorbeelden zijn:
- Jurassic Park (1993 Visual Effects Academy Award)
- Babylon 5 (1993 Visual Effects Emmy Award)
- seaQuest DSV (1993–1996)
- Battlestar Galactica (2007, 2008 Visual Effects Emmy Award)
- Frank Herbert's Dune (2001 Visual Effects Emmy Award)
- Frank Herbert's Children of Dune (2003 Visual Effects Emmy Award)
- Jimmy Neutron: Boy Genius (genomineerd voor 2002 Academy Award)
- The Adventures of Jimmy Neutron: Boy Genius
- Lost (2005 Visual Effects Emmy Award; 2004–2010)
- Stargate SG-1
- Star Trek: Deep Space Nine[3] (1993–1999)
- Star Trek: Enterprise (genomineerd voor Emmy Award)[3] (2001–2005)
- Star Trek: Voyager (1999, 2001 Visual Effects Emmy Award)[3]
- Titanic (1997 Visual Effects Academy Award)
- The X-Files (2000 Visual Effects Emmy Award)
- Pan's Labyrinth[4] (2006)
- Avatar (2010 Visual Effects en Art Direction Academy Awards)[5][6]
- Invader Zim (2001)
- Finding Nemo (2003)
- 24 (2001–2010)
- 300[7] (2007)
- Iron Man[8] (2008)
- The Outer Limits (1995–2002)
- Animal Armageddon (tv-documentaire volledig met LightWave 3D gemaakt)
- Ni Hao, Kai-Lan[9] (2008–present)
- V[10] (2009–2011)
- Iron Sky (2006–2012)[11]
- The Walking Dead (2010-present)
- Jumper (2008)
- Pirates of the Caribbean: At World's End (2007)
- His Dark Materials: The Golden Compass (2007)
- Ghost Rider (2007)
- Pirates of the Caribbean: The Curse of the Black Pearl (2003)
- Superman Returns (2006)
- Poseidon (2006)
- X-Men: The Last Stand (2006)
- Harry Potter and the Prisoner of Azkaban (2004)
- I, Robot (2004)
- Spider-Man 2 (2004)
- Van Helsing (2004)
- Hellboy (2004)
- The Aviator (2004)
- Charlie and the Chocolate Factory (2005)
- Fantastic Four (2005)
- The Matrix Reloaded (2003)
- Men in Black (1997)
- Toy Story 2 (1999)
- X-Men (2000)
- Jurassic Park III (2001)
- The One (2001)
- Terminator 3: Rise of the Machines (2003)
- The Lord of the Rings: The Return of the King (2003)
- Star Wars: Episode II: Attack of the Clones (2002)
- The Matrix Revolutions (2003)
- The League of Extraordinary Gentlemen (2003)
- Spider-Man (2002)
- Alice in Wonderland (2010)
- Armageddon (1998)
- The Fifth Element (1997)

## Licentie
Vroege versies van LightWave vereisen dat een dongle aanwezig is om zonder beperkingen te draaien. Deze dongles zijn meestal USB-dongles, maar parallelle-poortdongles worden ook nog ondersteund. Sinds Lightwave 11 (2012) zijn dongles niet meer noodzakelijk.